# Bian Jingzhao

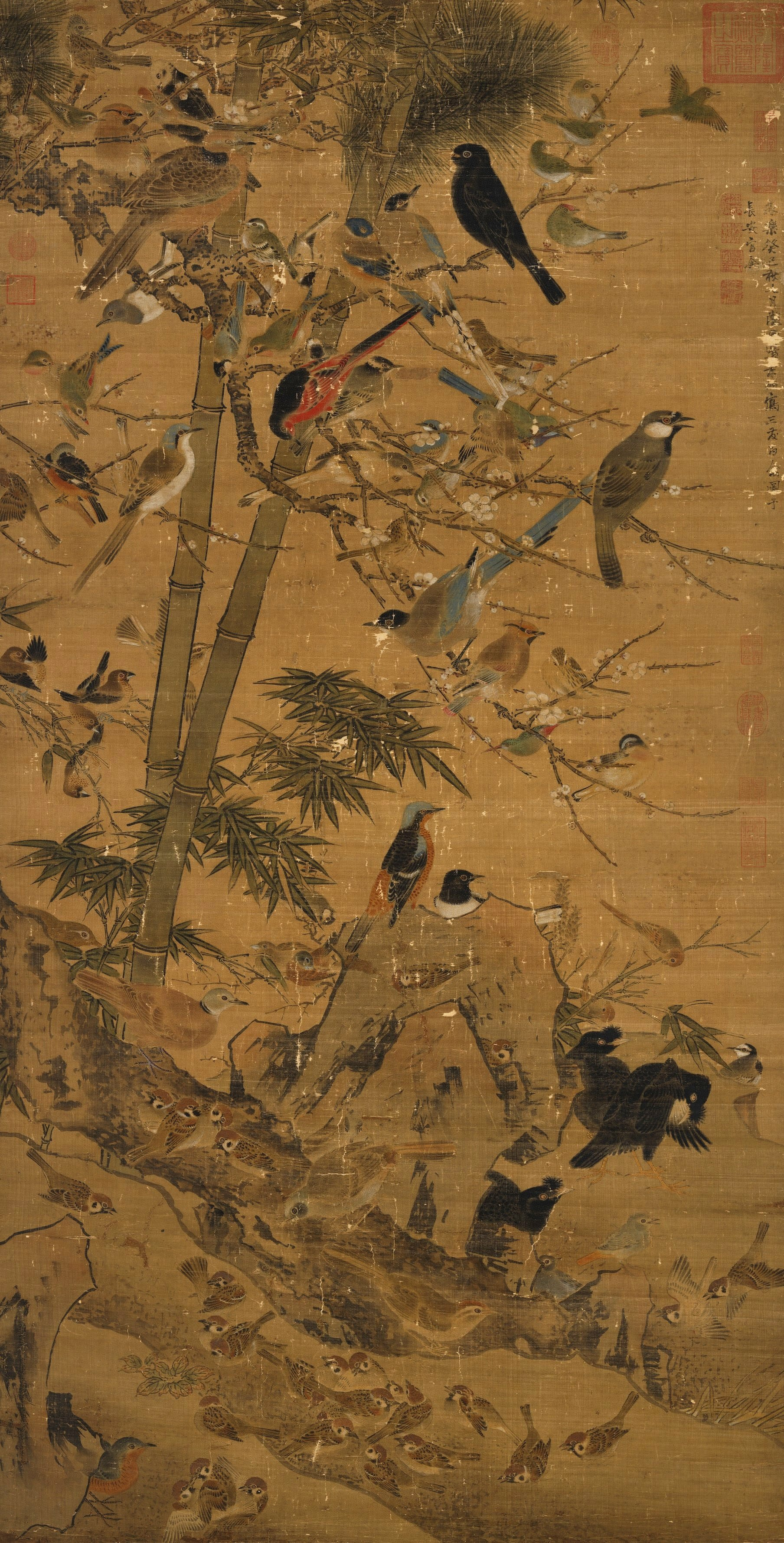
Bian Wenjin, tres amigos y cientos de pájaros.

Bian Wenjin, o Pien Wên-Chin o Pien Wentsin, apodo: Jingzhao fue un pintor chino de flores y pájaros originario de Shaxian, provincia de Fujian, nacido hacia 1356, fallecido hacia 1428. Fue activo entre los siglos XIV y XV.

## Pintores cortesanos en los inicios de la dinastía Ming
Bajo el reinado de Yongle (1403-1425), la decoración mural del palacio construido en Pekín atrae a numerosos pintores a la nueva capital. La decoración de los edificios religiosos, erigidos tanto en Pekín como en otras ciudades de provincia, interesa sobre todo a los pintores formados en los talleres especializados. Entre los artistas que tienen el favor de Yongle, se cuentan los pintores de paisajes y de pájaros, retratistas que trabajan en un estilo muy refinado.
Tres pintores se destacan sobre todos los demás: el primero, Jiang Zichang, que pinta sobre todo escenas de personajes con asuntos religiosos. Zhao Lian y Bian Jingzhao son llamados a la Corte a finales del periodo. La actividad de ambos se realiza  sobre todo durante el reinado del joven emperador Xuanzong. En el periodo Xuande (1425-1435), era que se corresponde con este reinado, la pintura en la Corte de los Ming alcanza su apogeo. La personalidad del joven soberano contribuye seguramente a esta renovación académica, puesto que no trata de controlar a los pintores, sino que rivaliza con ellos y toma parte en sus debates.

## Biografía
La actividad pictórica en la era Xuande está representada hoy, principalmente, por  Bian Jingzhao, uno de los «tres genios» de la Academia. Sus fechas de nacimiento y de fallecimiento son inciertas, del mismo modo que su lugar de su nacimiento. Cuando es convocado a la Corte, la capital está todavía en Nankín Es nombrado entonces pintor «a la espera de órdenes» en la sala del Valor militar y pinta sobre todo flores y pájaros. Se une a la tradición de Huang Quan, el maestro de la pintura según la naturaleza en la Corte de Shu.
Bian Jingzhao pinta con uno cierto arcaísmo,  adoptando «la idea de los Antiguos». Sus obras brillantes, pintadas con colores aplicados dentro de los contornos, atestiguan la continuidad de una tradición que, ilustrada por los pintores de Yuhua Yuan, bajo el reinado de Huizong, está retomada de la época de los Song del Sur por los pintores de la Corte.
La obra de Bian, pintor de cámara de dos emperadores sucesivos, a inicios del siglo XV, Yongle y Ming Xuande, ilustra bien las fuerzas y las debilidades de la pintura cortesana bajo la dinastía Ming (1368-1644). Pintor de flores y de pájaros, intenta encontrar el espíritu de los grandes maestros de los siglos IX y XII, como lo prueba Tres amigos y cientos pájaros, perteneciente al género particular de los obras creadas para las fiestas del año nuevo.

## Estilo e influencias
Los tres amigos del frío son el pino y el bambú, que mantienen siempre verdes, y el ciruelo en flor, que se vuelve blanco, a menudo antes las últimas nieves; los tres árboles sirven de percha a una colorida bandada de pájaros cuya presencia simultánea es imaginaria. Esta inverosimilitud se debe a las intenciones simbólicas y decorativas del artista. El refinamiento de sus grandes predecesores se le escapa en parte, aunque el encanto de su composición permanece y alcanza en este género el máximo nivel de su época.
Aunque es el paisaje el género dominante, la pintura de pájaros y flores, apreciada por su aspecto decorativo y simbólico, conoce un periodo de éxito gracias a Bian Jingzhao, Ling Liang, y Yong Ji. Bian Jingzhao, pintor de cámara bajo el emperador Yongle, es un ilustre artista en este campo. Heredero de los temas y de las técnicas de la tradición de Huang Quan (periodo de las Cinco Dinastías), sus obras se caracterizan por el realismo, los contornos precisos y los colores vivos.
Tres amigos y cientos pájaros, pintado en 1413, representa el pino, el bambú y el ciruelo en flor, los tres amigos de la Estación Fría. El centenar de pájaros que pían conjuntamente simboliza los buenos auspicios de la paz en el mundo. Lo maravilloso, en la pintura, es que un artista puede expresar la belleza de la naturaleza con su pincel. Crean, con los poetas, escenas geniales. Bian ha estampado cuatro de sus sellos sobre esta pintura. Uno cuatro caracteres chinos dice, «elevar su espíritu por la naturaleza»; otro significa, «un rico conocimiento de las plantas, los bosques, los pájaros y los animales».
Otra obra de Bian Jingzhao, Bambúes y grullas, representa dos grullas de corona roja que se pasean tranquilamente por una plantación de bambú. Las grullas y las bambús simbolizan generalmente la pureza y la nobleza, y evocan a los ermitaños que viven en la soledad de las montañas. El poder imperial no se oponía a estos «ermitaños retirados del mundo»; al contrario, a veces los elogiaba y los consideraba como símbolos de un mundo apacible. Para pintar las plumas de las grúas, Bian Jingzhao utiliza un polvo blanco translúcido y una tinta negra épaisse, creando un limpio contraste entre el negro y el blanco.
La plantación de bambú, el curso de agua y la orilla están perfilados con algunos rasgos claros y vivos. Aunque el artista intenta comunicar una sensación de pureza, las excesivas florituras dan a las grullas el aspecto de pájaros elevados en el parque imperial, un riesgo que los pintores de la Corte tenían difícil evitar.

## Museos
- Boston:
  - Halcón atrapando a un cisne blanco, firmado Jingzhao y con el sello del pintor.
- Londres (Museo Británico):
  - Gansos entre los juncos.
- Pekín (Museo Nacional del Palacio):
  - Bambúes y grullas, rollo mural, tinta y colores sobre seda, 180,4x118cm.
- Taipéi (Museo Nacional del Palacio):
  - Tres amigos y cientos de pájaros, firmado y fechado 1413.
- Taipéi (Museo Nacional del Palacio):
  - Tres urracas y flores de primavera, tinta y color sobre seda, rollo en altura;
  - Grullaas blancas, tinta y color sobre seda, rollo en longitud.

## Galería

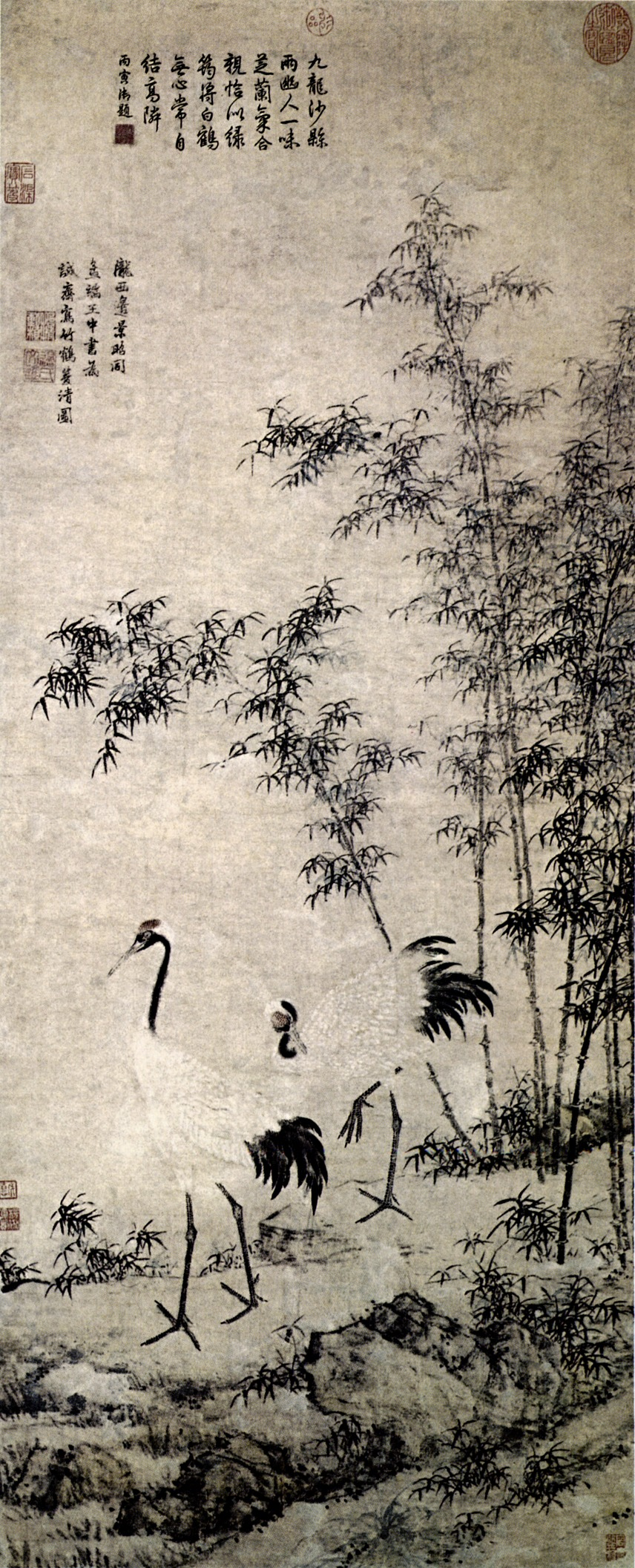
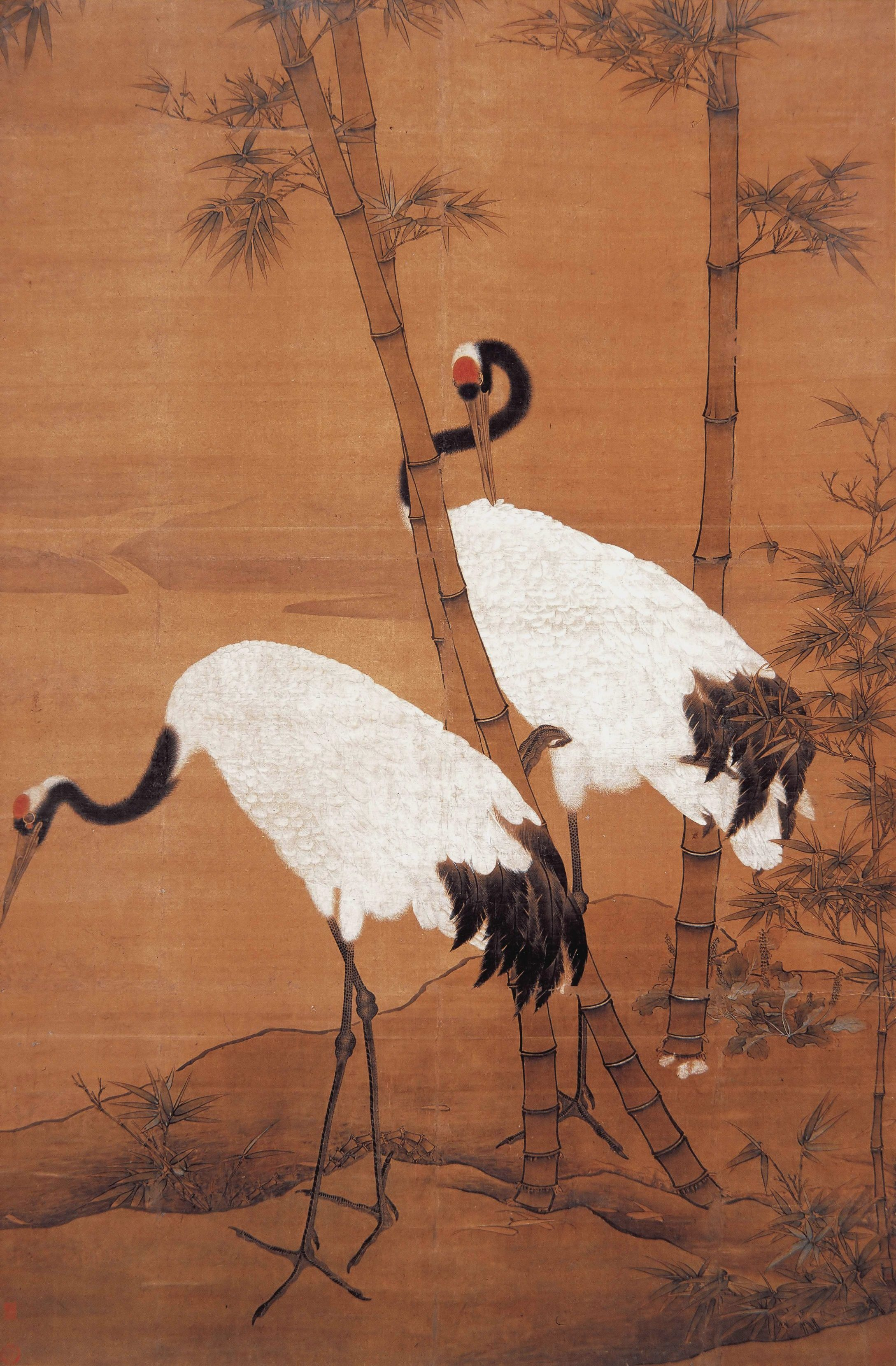
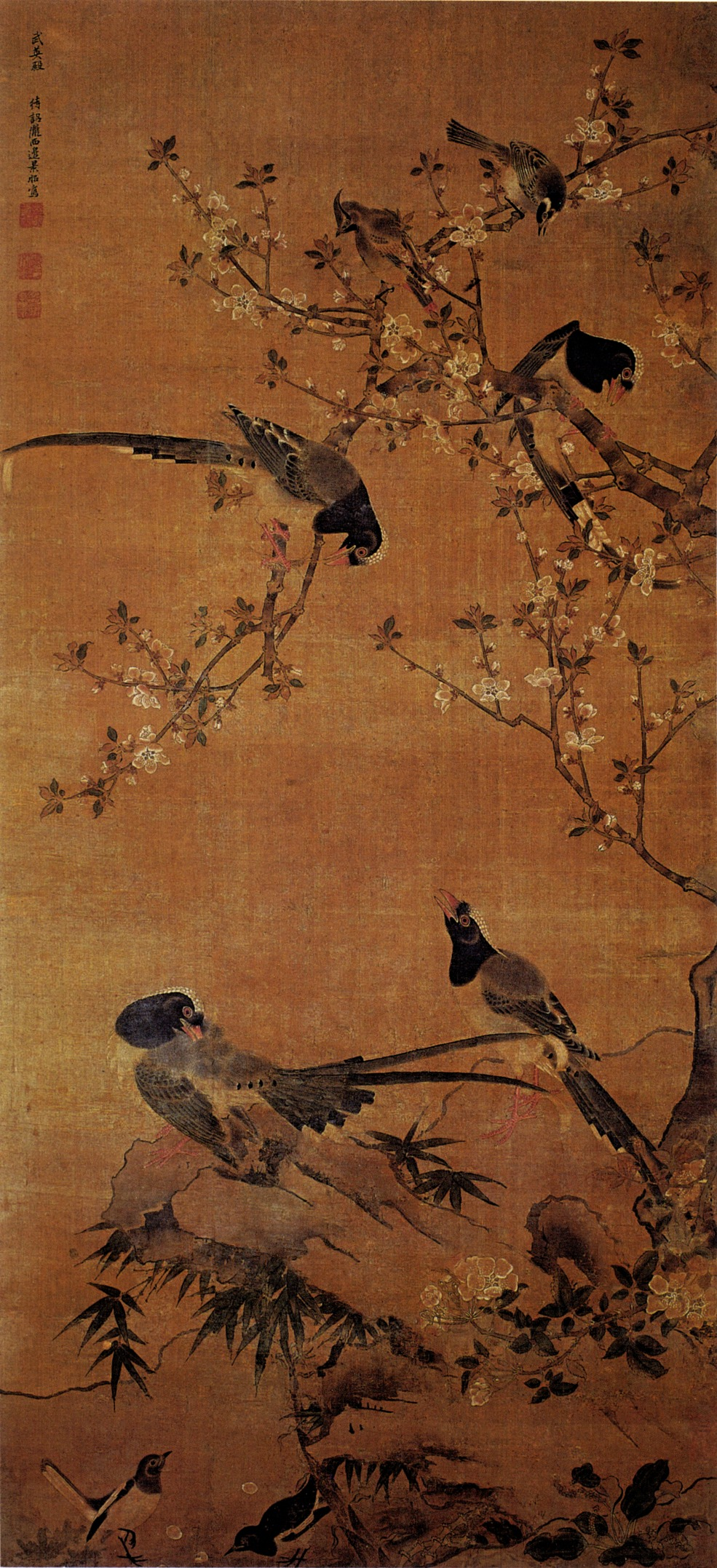
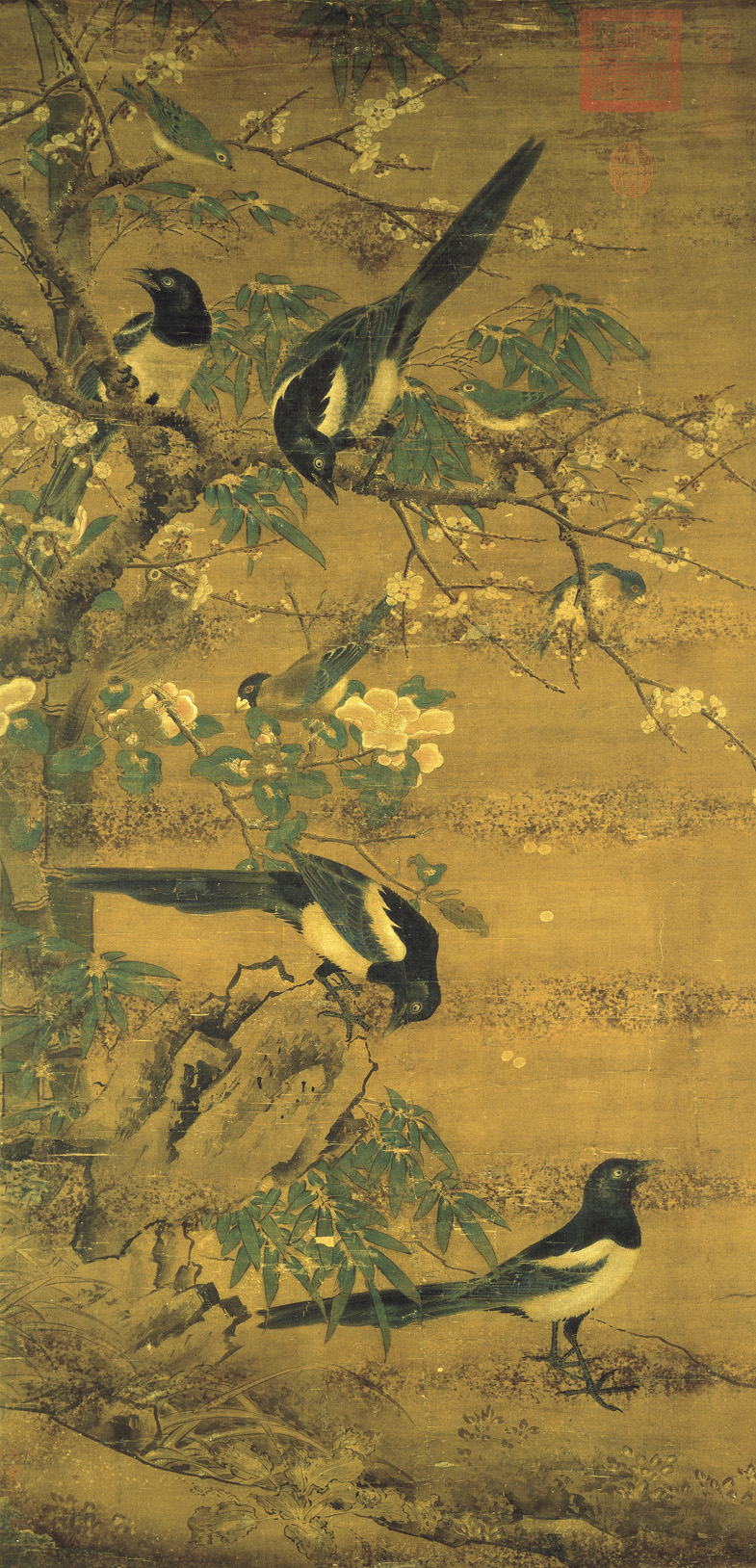
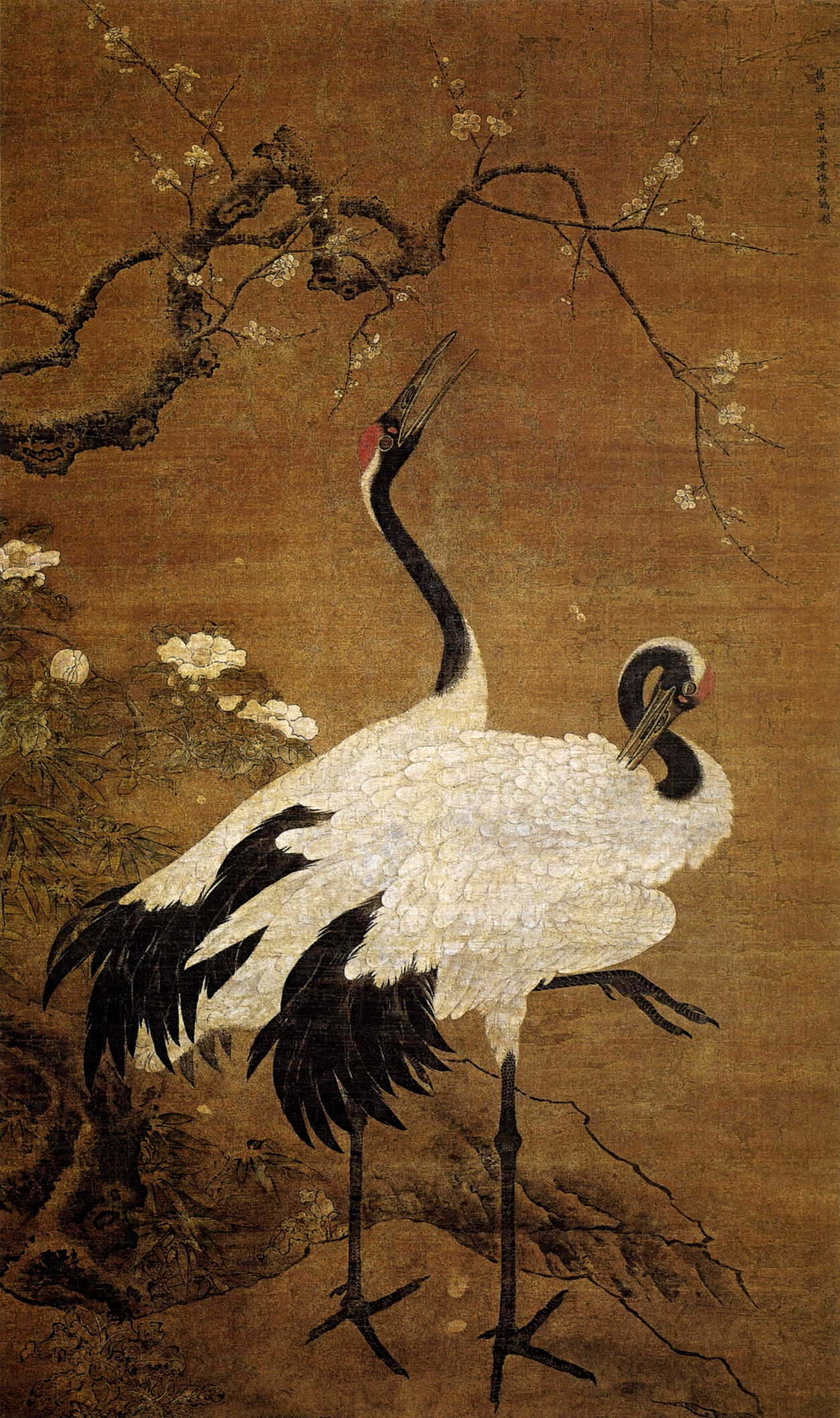